# Franciscaines de la Bienheureuse Vierge Marie des Anges

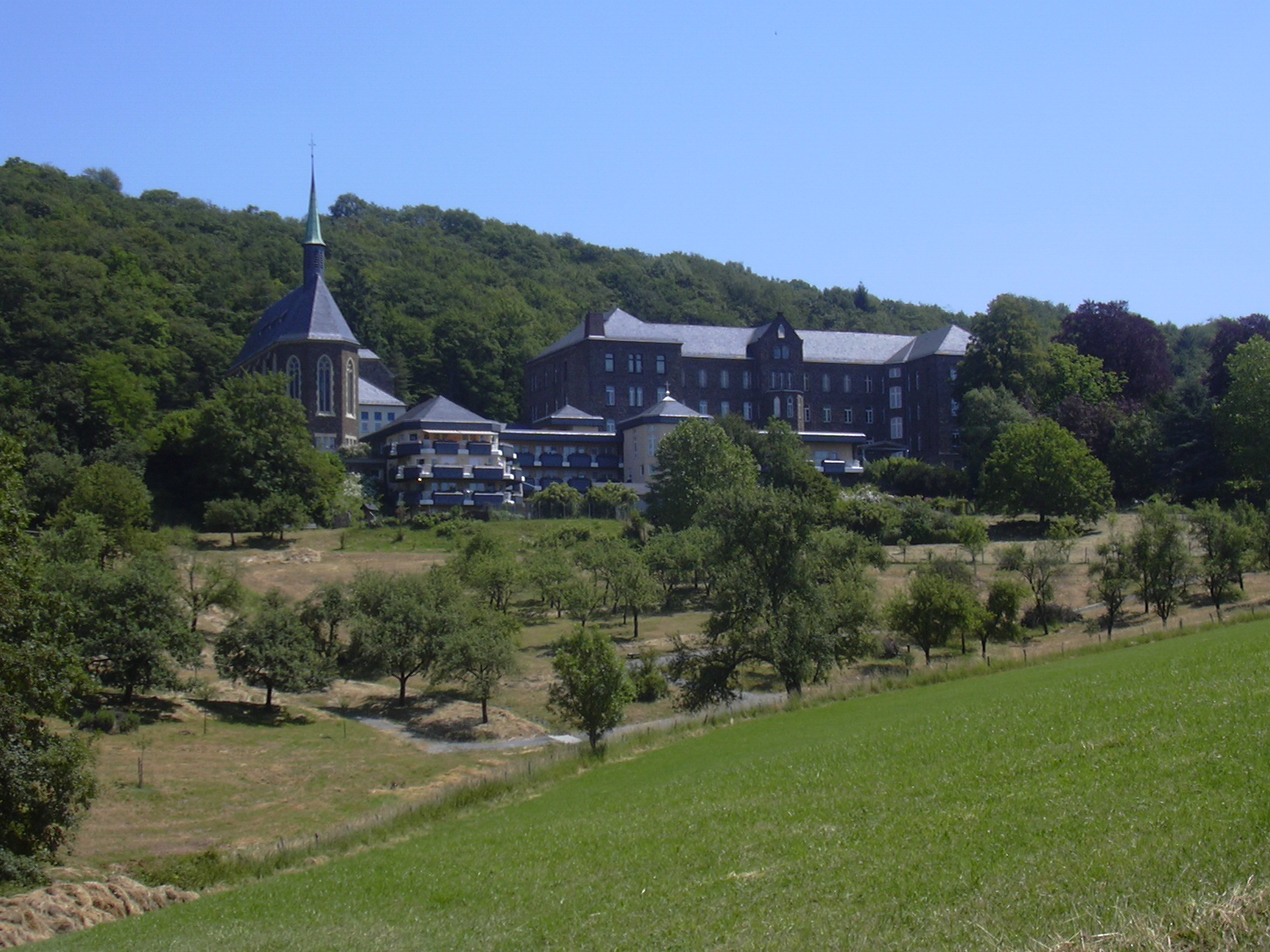
Maison-mère des franciscaines de Waldbreitbach

Les franciscaines de la Bienheureuse Vierge Marie des Anges (en latin : Sorores Franciscanae Beatae Mariae Virginis Angelorum, en allemand : Franziskanerinnen von der allerseligsten Jungfrau Maria von den Engeln), dites franciscaines de Waldbreitbach, forment une congrégation de droit pontifical issue du tiers-ordre régulier franciscain. Cette congrégation ne doit pas être confondue avec les franciscaines de Sainte Marie des Anges fondée à Angers en 1871.

## Historique

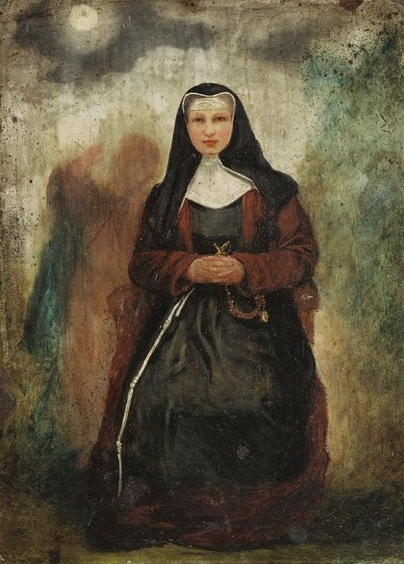
Portrait de Mère Rosa

C'est le 13 mars 1863 que Rosa Flesch fonde dans la vallée de Fockenbach près de Waldbreitbach une union pieuse affiliée au tiers-ordre avec ses compagnes Maria Bonner et Gertrud Beißel, afin de secourir les pauvres et les malades. Elles obtiennent de quelques donatrices un terrain sur le Kapellenberg sur lequel elles font édifier plus tard le couvent de Marienhaus (Maison Sainte-Marie) qui est leur maison-mère et en font une maison de soins et d'accueil.
L'union croît rapidement sous l'impulsion du curé local, l'abbé Jakob Gromm, qui est également à l'origine de la fondation des frères franciscains de la Sainte-Croix, avec Pierre Wirth, avec lesquels elles collaborent. En 1878, il y a déjà une centaine de Sœurs réparties en vingt-et-une maisons. La fondatrice n'est  plus à cette époque la supérieure générale, car elle a été écartée par des intrigues et n'est devenue pendant trente ans qu'une simple sœur assignée à des tâches subalternes, et empêchée de dévoiler sa véritable identité aux plus jeunes religieuses, jusqu'à sa mort survenue en 1906. Mère Agatha Simons poursuivit et élargit son œuvre. En 1906, la congrégation regroupe près de 900 sœurs réparties en 67 communautés, surtout dans les actuels Länder de Rhénanie-du-Nord-Westphalie, Rhénanie-Palatinat et Sarre.
La congrégation reçoit l'approbation pontificale de saint Pie X, le 12 décembre 1912.
Les franciscaines s'ouvrent aux missions dès le premier quart du XXe siècle. Elles prennent pied aux États-Unis en 1923, ouvrant surtout des établissements de soins. Aujourd'hui leur action sociale s'étend à l'accueil des orphelins et des immigrants et à la pastorale. Elles ouvrent également leur première maison aux Pays-Bas en 1931, mais après une période florissante, cette branche décline rapidement après les années 1970, l'Église catholique néerlandaise étant gravement en crise depuis cette époque. Il ne restait plus que treize sœurs en 2003. Aussi elles n'existent désormais plus dans ce pays où le catholicisme est fortement contesté par la société néerlandaise. En revanche au Brésil, où elles sont depuis 1958, leur action se renforce avec différents programmes d'aide à l'enfance des favelas, de lutte contre la criminalité des rues et contre les trafics de drogue qui tentent particulièrement la jeunesse des bidonvilles brésiliens. Elles ont envoyé également des sœurs au Portugal et au Mozambique à partir des années 1990.

## Aujourd'hui
Mère Rosa Flesch a été béatifiée le 4 mai 2008 à Trèves par le cardinal Meisner, représentant Benoît XVI.
Les franciscaines de Waldbreitbach étaient au 31 décembre 2005 au nombre de 392 réparties en trente-neuf communautés, selon l'Annuaire pontifical. Elles ont changé leur règle en 1982 et leurs constitutions en 1985.